# 포트사이드 경기장
포트사이드 경기장(아랍어: ستاد بورسعيد, 영어: Port Said Stadium)은 이집트 포트사이드에 있는 경기장이다. 1955년 완공되었다. 2006년 아프리카 네이션스컵, 2009년 FIFA U-20 월드컵 경기 당시 사용되었다.

## 같이 보기
- 포트사이드 경기장 폭력 사태